# Oleandra neriiformis
Oleandra neriiformis är en ormbunkeart som beskrevs av Antonio José Cavanilles. Oleandra neriiformis ingår i släktet Oleandra och familjen Oleandraceae. Inga underarter finns listade.